# Anguirus
Anguirus(アンギラス Angirasu), é um monstro gigante fictício -- um daikaijū -- que inicialmente apareceu em 1955 no segundo filme dos estúdios Toho Film Company Ltd Godzilla Contra Ataca (Godzilla Raids Again).
Anguirus é conhecido por ser o primeiro inimigo do famoso monstro gigante Godzilla  (ゴジラ Gojira?, nome original de Godzilla no Japão) tendo a aparência de um Anquilossauro gigante, porém em Godzilla Final War, Anguirus é referido como um Tatu gogante de aproximadamente 100-160 metros de altura, tendo entre 30.000-60.000 toneladas.
Anguirus diferente de Godzilla, não apresenta placas em suas costas, e sim, uma enorme carapaça com varios espinhos, sendo assim, ele não apresneta a habilidade de liberar um raio de fogo azul como Godzilla, em vez disso anguirus usa de suas garras e força para lutar.

## Criação
Anguirus foi inicialmente criado como apenas mais um dos inimigos de Godzilla, porém acabou se tornando um dos inimigos mais famoso junto de Mothra, Rodan e King Ghidorah, e voltando a aparecer em outros filmes, séries, HQs, tanto como personagem com apenas um segredo. 
Anguirus foi interpretado em sua primeira aparição por Katsumi Tezuka, que anteriormente já havia interpretado Godzilla no primeiro filme. 
Anguirus da mesma forma que Godzilla é considerado uma criatura pré-histórica que acabou sobrevivendo a extinção e devido aos inúmeros testes nucleares feitos pelos EUA (Estados Unidos da América), sofreu mutação e se transformou no mostro gigante.

## História
- Godzilla Raids Again (1955)
- Frankenstein vs. Baragon (1965) [Maquete]
- Destroy All Monsters (1968)
- All Monsters Attack (1969) [imagens de estoque]
- Godzilla vs. Gigan (1972)
- Godzilla vs. Megalon (1973)
- Godzilla vs. Mechagodzilla (1974)
- Adventure! Godzilland 2 (TV 1993) [segmentos animados]
- Get Going! Godzilland (OVA 1994, 1996) [4 OVAs]
- Godzilla Island (TV 1997-1998) [79 Ep]
- Godzilla Final Wars (2004)
- GODZILLA: Planet of the Monsters (2017) [Esqueleto]
- Godziban (web 2019-) [Ep: 5-7, 18-21, 23, 27, 33-35, 47, 49-50, 54-57, and 63; Ep especial: 1-2, 4, and 9-11]
- Godzilla Singular Point (TV 2021) [episode 4-6]
- Chibi Godzilla Raids Again (TV 2023)

### Era Showa
Godzilla Raids Again (1955) : Godzilla Contra Ataca foi o primeiro filme de anguirus, sendo o mesmo o principal inimigo do godzilla no filme. Anguirus e Godzilla começa uma batalha em uma ilha deserta desconhecida, até que os dois chnham no mar e levem a luta para a costa Japones, destruindo tudo pelo caminho. No final Godzilla consegue
Destroy All Monsters (1968)  : Destruir todos os monstros foi um grande filme, que juntou

"No futuro distante de 1999, todos os monstros da Terra foram capturados e detidos nas Ilhas Ogasawara. Tudo está bem no sistema solar até uma raça de alienígenas mulheres controlarem os monstros e liberá-los, causando estragos em todo o mundo."